# 노랑거북복
노랑거북복은 복어목 거북복과의 물고기이다. 최대 몸길이는 45cm에 이른다.

## 특징
노랑거북복은 몸의 표면이 단단한 골판으로 덮혀 있다.
몸의 표면은 지느러미와 꼬리자루를 제외하고 단단한 육각형의 골질판으로 덮혀있으며 몸의 단면은 사각형에 가깝다. 어릴 때는 선명한 노란색에 검은 점이 많고, 성장하면서 전체적으로 황갈색이나 녹갈색 바탕에 검은 테두리가 있는 흰 점이 생긴다. 성체는 갈색을 띠는 보라색이나 옅은 갈색을 나타낸다. 또한 머리와 꼬리 지느러미에는 작은 검은 점이 많이 분포하는 것이 특징이다. 주로 산호초나 암반에 단독으로 살아가고, 새끼는 바위틈 사이에서 숨어 지낸다.